# Movi de Sarrià
El Movi de Sarrià es un esplai situat a Sarrià creat l'any 1963 a la parròquia de Sant Vicenç de Sarrià, que acull a nens de 6 fins a 17 anys. L'any 2005-2006, any que comença formar part d'Esplac (agrupació d'esplais catalans), l'Ajuntament de Barcelona proposa a l'entitat participar en la recuperació de l'antiga escola Orlandai com a centre cívic i s'hi reallotja.